# Gallicolumba luzonica
La colomba pugnalata di Luzon (Gallicolumba luzonica Scopoli, 1786) è un uccello della famiglia dei Columbidi, endemico delle Filippine.

## Distribuzione e habitat
La colomba pugnalata di Luzon è endemica di tre isole del nord delle Filippine: Luzon, dove ci sono molte popolazioni isolate, Polillo, dove è presente una popolazione molto piccola recentemente riscoperta, e Catanduanes, dove è stato raccolto solo un esemplare nel 1971 che fa parte della sottospecie, Gallicolumba luzonica rubiventris.
Gli habitat della colomba pugnalata di Luzon sono le foreste di pianura al di sotto dei 1400 metri.

## Descrizione

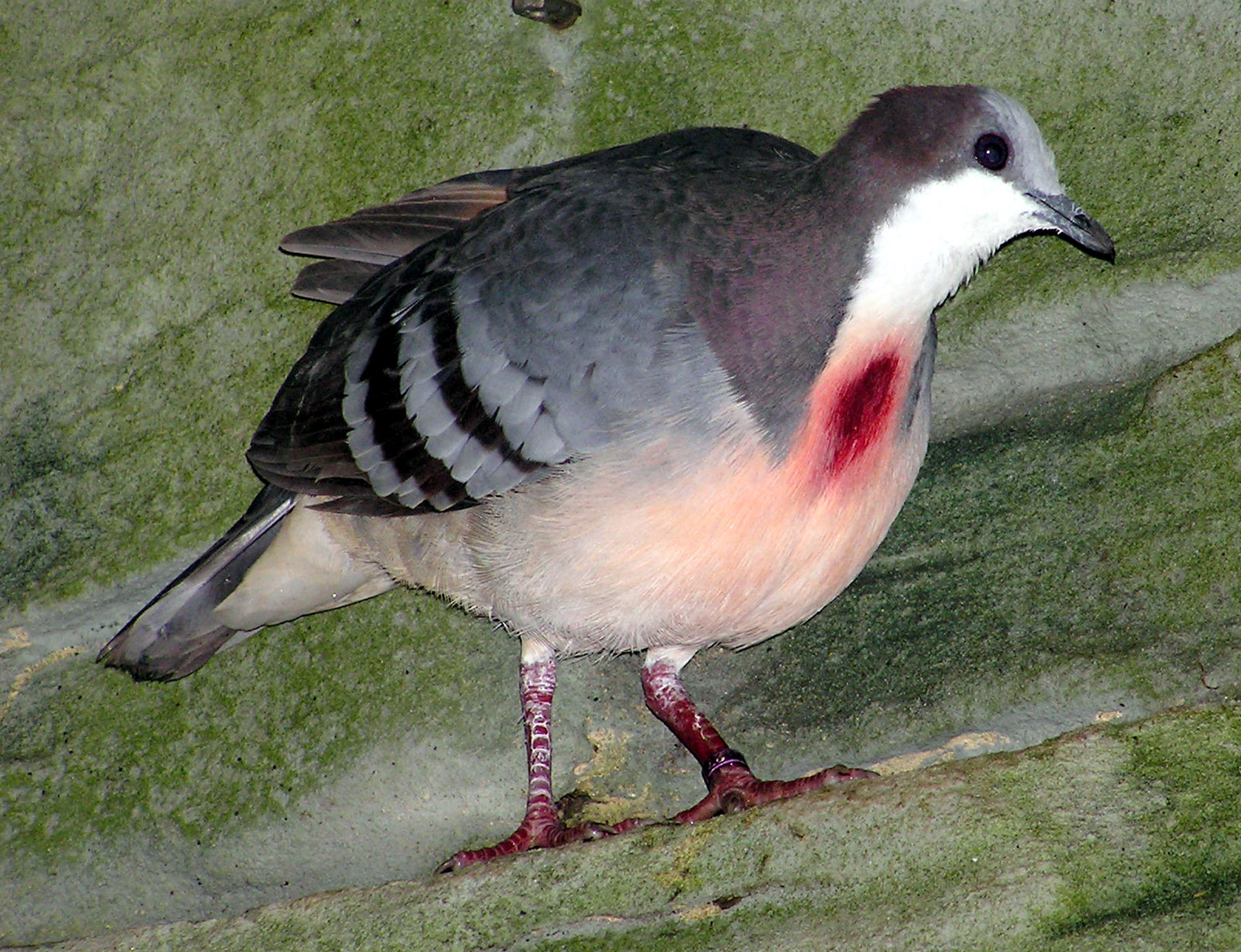
Colomba pugnalata di Luzon allo zoo di Bristol

### Dimensioni
È una colomba di medie dimensioni con lunghezza di 27,3-28,8 centimetri l'esemplare maschile e di 25,2-26 centimetri l'esemplare femminile. Il peso è variabile fra i 150 e i 200 grammi.

### Aspetto
La colomba pugnalata di Luzon ha una caratteristica macchia rosso vivo sul petto che sembra una ferita sanguinante. Ha il corpo rotondo la coda corta e le zampe lunghe adatte a una vita principalmente terrestre. Le parti superiori del corpo sono grigio ardesia ma è iridescente e quindi può apparire dorato, color smeraldo, bluastro o viola a seconda dell'illuminazione. Le copritrici alari sono contrassegnate da tre bande rosso-marrone scuro. La fronte e la corona sono di un grigio leggermente più chiaro rispetto a quello del dorso e delle ali. La gola e il petto sono di colore bianco, le piume che circondano la macchia rossa sono di colore rosa. Il ventre e le parti inferiori del corpo sono marroncino chiaro. I tarsi e le zampe sono di colore rossastro. Il becco è grigio-nerastro. Questi uccelli non presentano un dimorfismo sessuale accentuato. Il maschio tende a essere più grande della femmina, ha la macchia rossa più pronunciata e inoltre la femmina presenta colori più opachi.

## Biologia

### Comportamento
Vive da solo o in coppia trascorrendo la maggior parte del giorno sul terreno e la notte nei nidi o posatoi posti su alberi bassi o arbusti. Mostra un'indole mite e riservata tranne nel periodo della riproduzione in cui maschi diventano aggressivi nei confronti dei rivali che si avvicinano alla compagna scelta. Quando avvertono un pericolo, anche se sono nel nido, invece di volare, scendono e corrono a gran velocità per nascondersi nella vegetazione più fitta.

### Alimentazione
La sua dieta è costituita da semi, frutti caduti a terra e invertebrati, tra cui le lumache, le zecche e gli insetti, che trova rovistando nell'humus e fra le foglie. Il becco di questa specie non è adatto a masticare il cibo quindi questo è inghiottito intero.

### Riproduzione
La colomba pugnalata di Luzon è monogama e le coppie formano un legame che dura per tutta la vita. Il corteggiamento inizia con l'inseguimento della femmina da parte del maschio sul terreno. Quando la femmina si ferma, il maschio comincia il suo rituale di corteggiamento in cui egli gonfia il petto inchinandosi, a sottolineare la macchia rossa sul petto.Si presume che la nidificazione si verifichi, molto probabilmente, durante la metà di maggio.Il nido è costruito, da entrambi i sessi, in un cespuglio o in albero basso. La base del nido è costituita da rametti flessibili, la coppa inferiore è profonda ed è foderata di steli d'erba e piccoli rametti secchi. A differenza delle altre colombe pugnalate, che depongono un solo uovo, la colomba pugnalata di Luzon ne depone generalmente 2. Entrambi i sessi si occupano dell'incubazione che dura 17-18 giorni. I pulcini lasciano il nido dopo 12-16 giorni, ma i genitori continuano ad nutrirli fino a un massimo di un mese. A 2 o 3 mesi, i piccoli cominciano a sviluppare il piumaggio adulto e a 18 mesi, fanno una seconda muta e diventano sessualmente maturi.

### Durata della vita
La colomba pugnalata di Luzon di solito vive fino 15 anni allo stato selvaggio. In cattività, questi uccelli spesso possono vivere 20-30 anni.

## Tassonomia
Sono state descritte 3 sottospecie:
- G. l. griseolateralis Parkes, 1962 - diffusa nella parte settentrionale di Luzon;
- G. l. luzonica  (Scopoli, 1786) - diffusa nelle parti centrali e meridionali di Luzon e nell'Isola Polillo;
- G. l. rubiventris Gonzales, 1979 - un solo esemplare raccolto nel 1971 e descritto nel 1979 sull'isola Catanduanes. Questa sottospecie è rarissima ed è probabile che si sia estinta.[3]

## Conservazione
La specie è minacciata dalla perdita e dalla frammentazione dell'habitat a causa della deforestazione compiuta dall'uomo per favorire il commercio del legname e l'espansione agricola. Inoltre altre gravi minacce sono la caccia e la vendita come animali domestici.La colomba pugnalata di Luzon è elencata nell'appendice II della CITES.
Invece è classificata dalla IUCN Red List come specie prossima alla minaccia(NT).